# Adschība (qiyan)
Adschība, död efter 1218, var en ayyubidisk qiyanpoet och -musiker.
Hon var konkubin till sultan Al-Kamil (regent 1218–1238).
Adschība beskrivs i källorna som en extremt vacker ung kvinna och en begåvad sångerska. Hennes ägare, den fjärde ayyubiden sultan al-Kamil Muhammad, sägs ha varit djupt förälskad i henne och regelbundet ha tillbringat natten med henne. Hon deltog i hans möten både gömd bakom en gardin och offentligt och spelade musik med harpan och ramtrumman.
I klassisk arabisk litteratur nämns hon bland annat i Ibn Fadlallah al-Umaris (1301–1349) huvudverk, lexikonet Masālik al-abṣār fī mamālik al-amṣār, i hans kapitel om kända sångarslavar.